# Tom Clancy's Ghost Recon 2: Summit Strike
Tom Clancy's Ghost Recon 2: Summit Strike est un jeu vidéo de tir tactique développé par Red Storm Entertainment et édité par Ubisoft, sorti en 2005 sur Xbox. Il s'agit d'une extension pour Tom Clancy's Ghost Recon 2.

## Accueil
- Eurogamer : 8/10[1]
- Game Informer : 8/10[2]
- GameSpot : 8,2/10[3]
- GameZone : 8,9/10[4]
- IGN : 8,5/10[5]
- Jeuxvideo.com : 16/20[6]